# Ilha Dent
A ilha Dent ou Dent Island é uma ilha localizada na costa de Queensland, Austrália. Faz parte do grupo das Ilhas Whitsunday e fica a oeste da ilha de Hamilton. Em 1970 sofreu o impacto de um ciclone tropical, o furacão Ada, que causou enormes prejuízos.